# Israels damlandslag i volleyboll
Israels damlandslag i volleyboll representerar Israel i volleyboll på damsidan. Laget har deltagit i VM en gång (1956), då slutade de på 14:e plats. De har även deltagit i  EM tre gånger.

### Fotnoter
1. ↑  Todor Krastev. ”Women Volleyball II World Championship 1956 Paris (FRA) 30.08-12.09 Winner Soviet Union” (på engelska). http://www.todor66.com/volleyball/World/Women_1956.html. Läst 29 juni 2024.
2. ↑  ”Volleyball - Women's World Championship 1956 - Calendar & Results” (på engelska). Les-Sports.info. https://www.the-sports.org/volleyball-1956-women-s-world-championship-epr22662.html. Läst 29 juni 2024.
3. ↑  ”1967 Senior European Championships” (på engelska). Confédération Européenne de Volleyball. https://www-old.cev.eu/Competition-Area/competition.aspx?ID=299&PID=622. Läst 26 februari 2023.
4. ↑  ”1971 Senior European Championships” (på engelska). Confédération Européenne de Volleyball. https://www-old.cev.eu/Competition-Area/competition.aspx?ID=300&PID=623. Läst 26 februari 2023.
5. 1 2 3 4 5 6 7 8 9 10 11 12 13  Veronika Čuňočková. ”Projekt športovej akcie nadregionálneho významu” (på tjeckiska). https://is.muni.cz/th/d1vbk/Cunockova_DP.pdf. Läst 12 november 2023.
6. ↑  ”2010 CEV European League - Women” (på engelska). Confédération Européenne de Volleyball. https://www-old.cev.eu/Competition-Area/competition.aspx?ID=18&PID=-2. Läst 21 mars 2023.
7. ↑  ”2011 CEV Volleyball European League - Women” (på engelska). Confédération Européenne de Volleyball. https://www-old.cev.eu/Competition-Area/competition.aspx?ID=545&PID=-2. Läst 21 mars 2023.
8. ↑  ”2011 CEV Volleyball European Championship” (på engelska). Confédération Européenne de Volleyball. https://www-old.cev.eu/Competition-Area/competition.aspx?ID=15&PID=-2. Läst 24 oktober 2022.
9. ↑  ”2012 CEV Volleyball European League - Women” (på engelska). Confédération Européenne de Volleyball. https://www-old.cev.eu/Competition-Area/competition.aspx?ID=564&PID=-2. Läst 21 mars 2023.
10. ↑  ”2013 CEV Volleyball European League - Women” (på engelska). Confédération Européenne de Volleyball. https://www-old.cev.eu/Competition-Area/Competition.aspx?ID=598&PID=-2. Läst 29 juni 2024.
11. ↑  ”2015 CEV Volleyball European League - Women” (på engelska). Confédération Européenne de Volleyball. https://www-old.cev.eu/Competition-Area/competition.aspx?ID=815&PID=-2. Läst 21 mars 2023.
12. ↑  ”2018 CEV Volleyball European Silver League - Women” (på engelska). Confédération Européenne de Volleyball. https://www-old.cev.eu/Competition-Area/competition.aspx?ID=1092&PID=-2. Läst 9 maj 2022.
13. ↑  ”2019 CEV Volleyball European Silver League - Women” (på engelska). Confédération Européenne de Volleyball. https://www-old.cev.eu/Competition-Area/competition.aspx?ID=1159&PID=-2. Läst 23 oktober 2022.
14. ↑  ”CEV Volleyball European Silver League 2021  -  Women” (på engelska). Confédération Européenne de Volleyball. https://www-old.cev.eu/Competition-Area/competition.aspx?ID=1297&PID=-2. Läst 23 oktober 2022.